# ألان ماكدونالد (لاعب اتحاد الرغبي)
ألان ماكدونالد (بالإنجليزية: Alan MacDonald)‏ هو لاعب اتحاد الرغبي بريطاني، ولد في 21 أكتوبر 1985 في إدنبرة في المملكة المتحدة.